# Rinaldo Rinaldi (scultore)

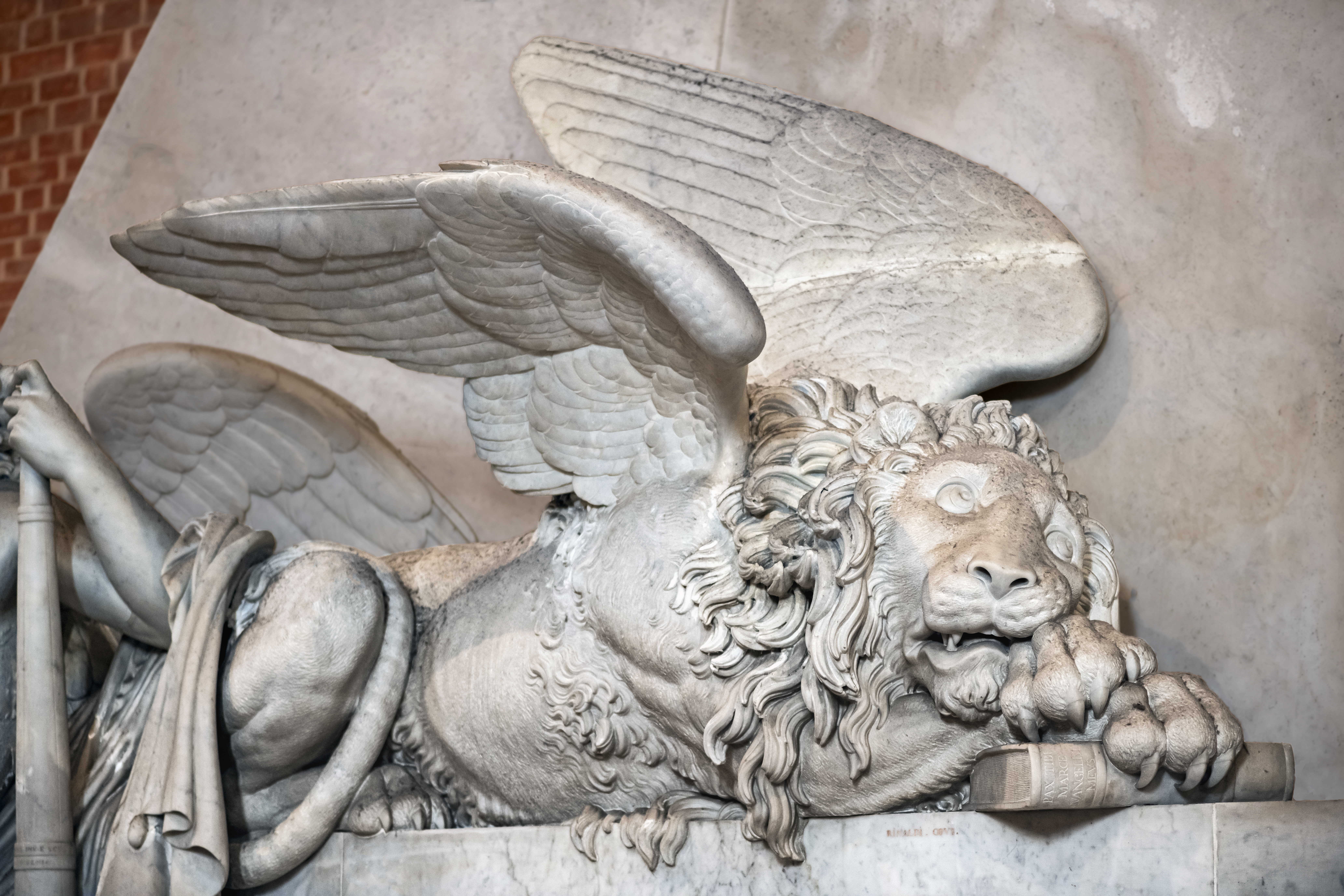
Leone veneto, dettaglio del monumento funebre ad Antonio Canova, Venezia, chiesa dei Frari.

Rinaldo Rinaldi (Padova, 13 aprile 1793 – Roma, 28 luglio 1873) è stato uno scultore italiano.

## Biografia
Nacque da Domenico, intagliatore e intarsiatore, e da Teresa Pisani.
Si distinse già nel 1808, scolpendo un Sant'Antonio morente in pietra di Nanto per il santuario dell'Arcella. Formatosi inizialmente all'Accademia di Venezia, nel 1811 fu mandato presso Leopoldo Cicognara a Roma (pare su segnalazione di Napoleone Bonaparte) e studiò all'Accademia di San Luca, protetto da Antonio Canova. Nel frattempo collaborava con Adamo Tadolini.
Nel 1818 realizzò il monumento al cardinale Lorenzo Prospero Bottini, nella chiesa di Santa Croce e San Bonaventura dei Lucchesi. Nel 1822 Canova, vedendo ormai prossima la sua fine, affidò al Tadolini la conclusione dei suoi lavori conservati nello studio di via Colonnette a Roma e, in caso di impossibilità del Tadolini, indicò quale sostitituto proprio il Rinaldi.
In quello stesso anno, secondo quanto riferito dal Tadolini, il Rinaldi stava attraversando delle gravi difficoltà economiche che non gli permettevano di sospendere le commissioni del suo studio per dedicarsi alle opere del Canova. Venne comunque scelto per questa mansione, sotto la direzione di Cincinnato Baruzzi.
Nel 1825 scolpì il monumento a monsignor Carlo Zen nella chiesa dei Santi Biagio e Carlo ai Catinari. Di quest'opera va sottolineato il realismo del volto, soprattutto del naso aquilino del prelato, che vede l'abbandono dell'idealizzazione neoclassica tipica delle opere precedenti.

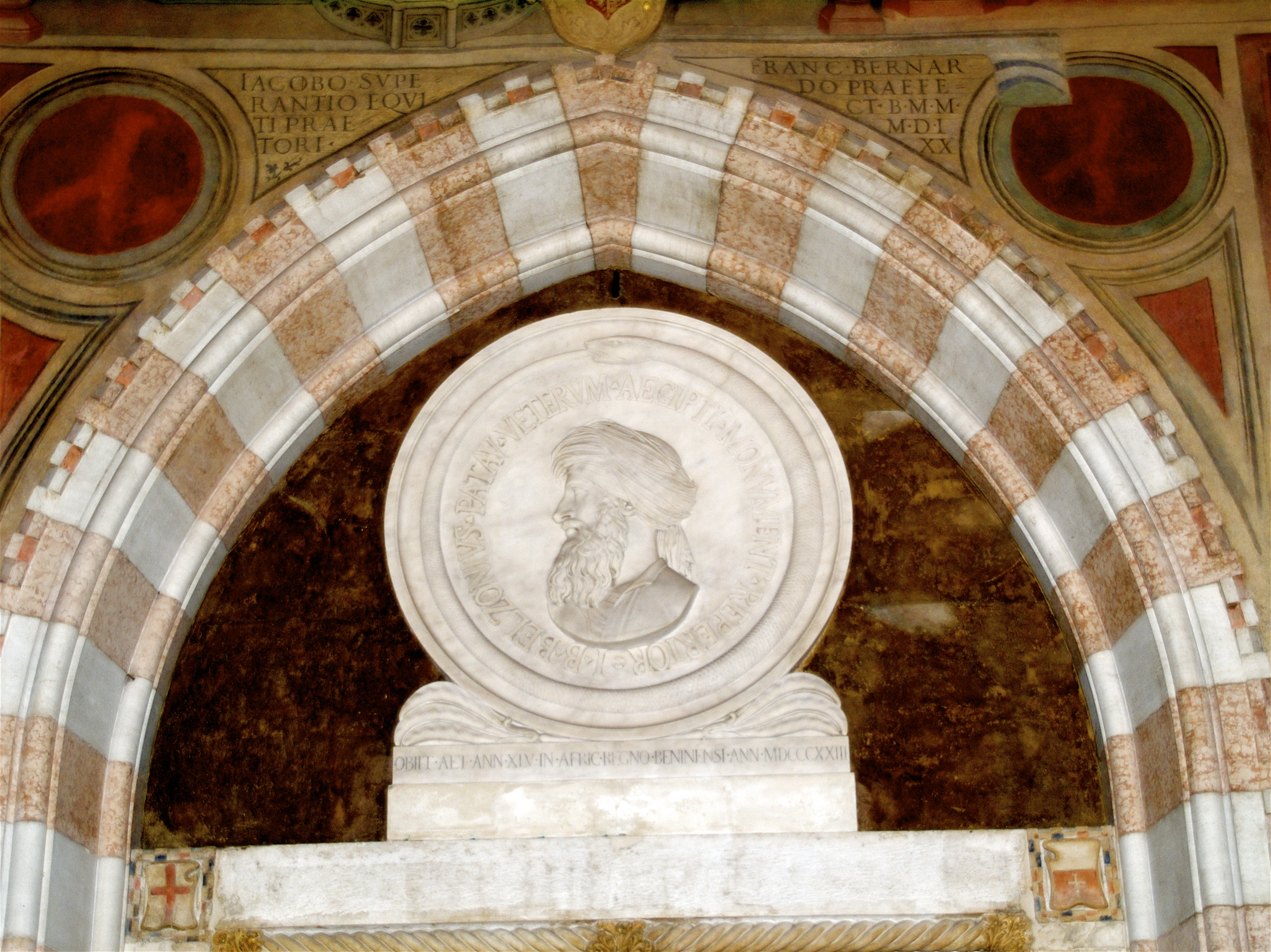
Ritratto di Giovanni Battista Belzoni, Padova, palazzo della Ragione.

Nel 1826 trasferì il proprio studio nei locali in cui si trovava quello del Canova, essendo stato quest'ultimo portato a Possagno. Nel 1827 prese parte con altri artisti alla realizzazione del monumento funebre del Canova nella chiesa dei Frari; suo, in particolare, il Leone veneto (ispirato a quello realizzato dal maestro per il monumento funebre a Maria Cristina d'Austria) e il Genio della scultura (che rimanda sempre a soggetti analoghi del Canova). Dello stesso anno sono i Quattro profeti, collocati sulla facciata della chiesa di Santa Maria della Consolazione a Roma, e il medaglione di Giovanni Battista Belzoni, posto nel palazzo della Ragione a Padova. Coevo è il disegno di un altare destinato alla chiesa del cimitero di Vicenza.
Nel 1830 realizzò il monumento di Giuseppe Sisco, a San Luigi dei Francesi. Si nota ancora, a otto anni dalla morte, la forte influenza canoviana.
Nel 1831 concluse il monumento di Ercole e Andrea Consalvi, a San Marcello al Corso; l'opera risulta ancora permeata dello stile canoviano, ma spicca il medaglione con il ritratto dei defunti per il suo notevole verismo. Dello stesso anno è il monumento del cardinale Francesco Bertazzoli, in questo caso più vicino all'iconografia canoviana e caratterizzato da una certa rigidità vicina a Bertel Thorvaldsen.

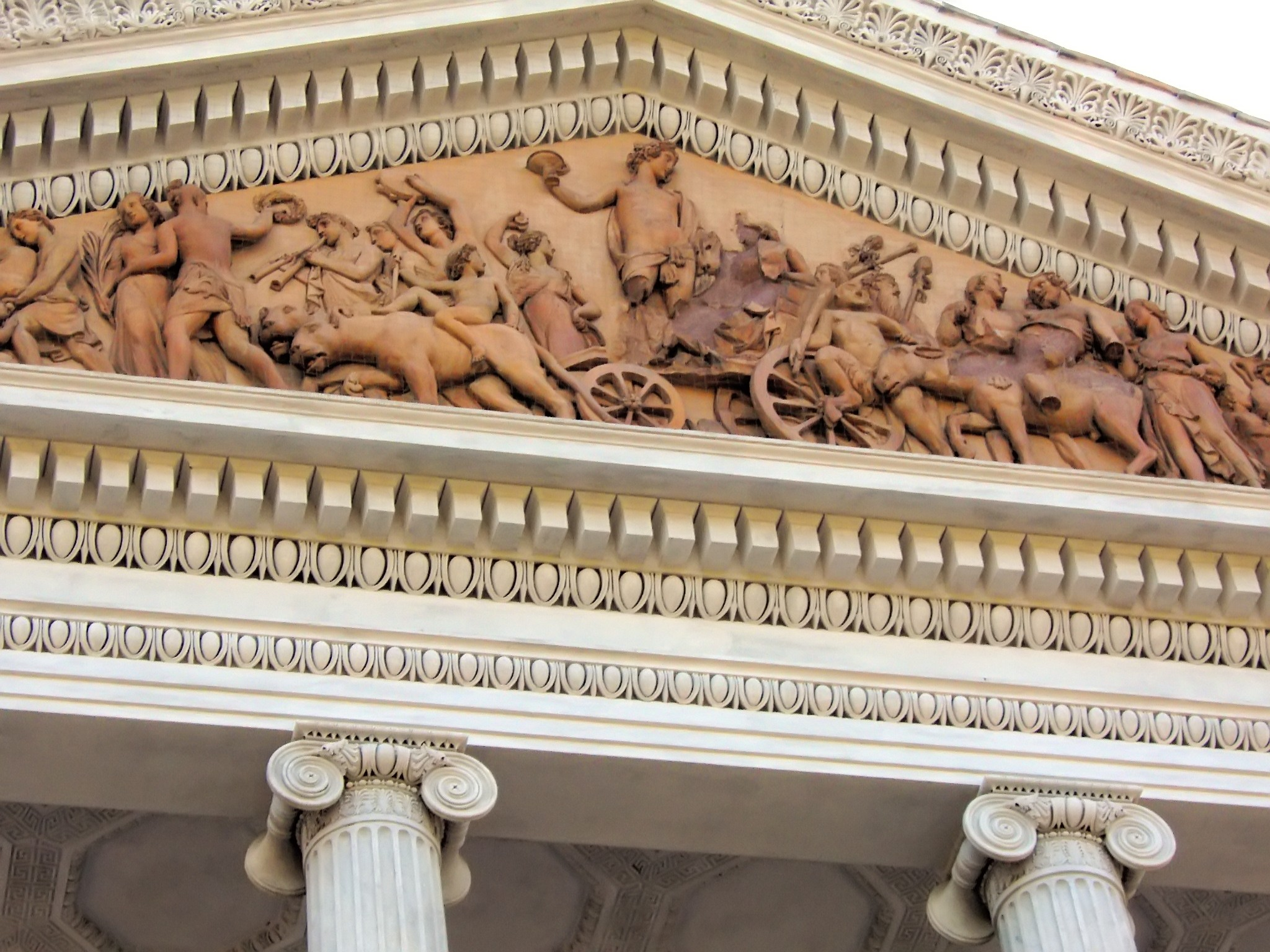
Bacco torna dalle Indie, Roma, Casino Nobile di villa Torlonia.

Nel 1833, ancora a San Luigi dei Francesi, realizzò il monumento di Eugenia Baldi-Podier. Nel 1835 modellò, su disegno di Giovan Battista Caretti, un bassorilievo in terracotta con Bacco che torna dalle Indie, collocato nel tipano del Casino Nobile di villa Torlonia.
Al 1835-36 risale Cerere che impartisce a Trittolemo l'insegnamento dell’agricoltura, altorilievo in terracotta posto nel timpano di villa Ferrajoli ad Albano Laziale. Nel 1836 concluse il busto di papa Gregorio XVI per il palazzo di Propaganda Fide. Nel 1838 scolpì il monumento di Francesco Longhi a Santa Maria in Trastevere.
Nel 1839 risulta nell'elenco dei "Virtuosi di Merito nella Congregazione de' Virtuosi al Pantheon", quale "direttore della incisione delle opere premiate in scultura", nonché accademico di merito dell'Accademia di San Luca e dell'Accademia di Venezia.
Nel 1842 concluse il monumento del conte Giuseppe Cini nella chiesa di Gesù e Maria. Dello stesso periodo sono tre angeli che reggono il monogramma IHS nella chiesa del Gesù. Nel 1850 finì la grande statua di papa Gregorio XVI per la basilica di San Paolo fuori le Mura.
Nel 1854 prese parte alla XIII Esposizione della Società promotrice di belle arti di Torino. Nel 1857 concluse il mausoleo di Carlo Finelli a San Bernardo alle Terme; nel bassorilievo fra il piedistallo con l'epigrafe e il sarcofago collocò un autoritratto, nelle vesti del personaggio che conduce i bambini al papa.
Nel 1861 fu all'Esposizione italiana agraria, industriale e artistica di Firenze. L'anno seguente terminò il bassorilievo con la Traslazione della santa Casa di Nazareth per la facciata della chiesa di San Salvatore in Lauro. Nel 1864 scolpì il mausoleo di Domenico Savelli nella chiesa di Santa Maria in Aquiro. Del 1870 è il monumento di Rosa Bottai al cimitero del Verano; secondo i critici si tratterebbe solo di un "esercizio lezioso" di uno scultore neoclassico ormai anziano.

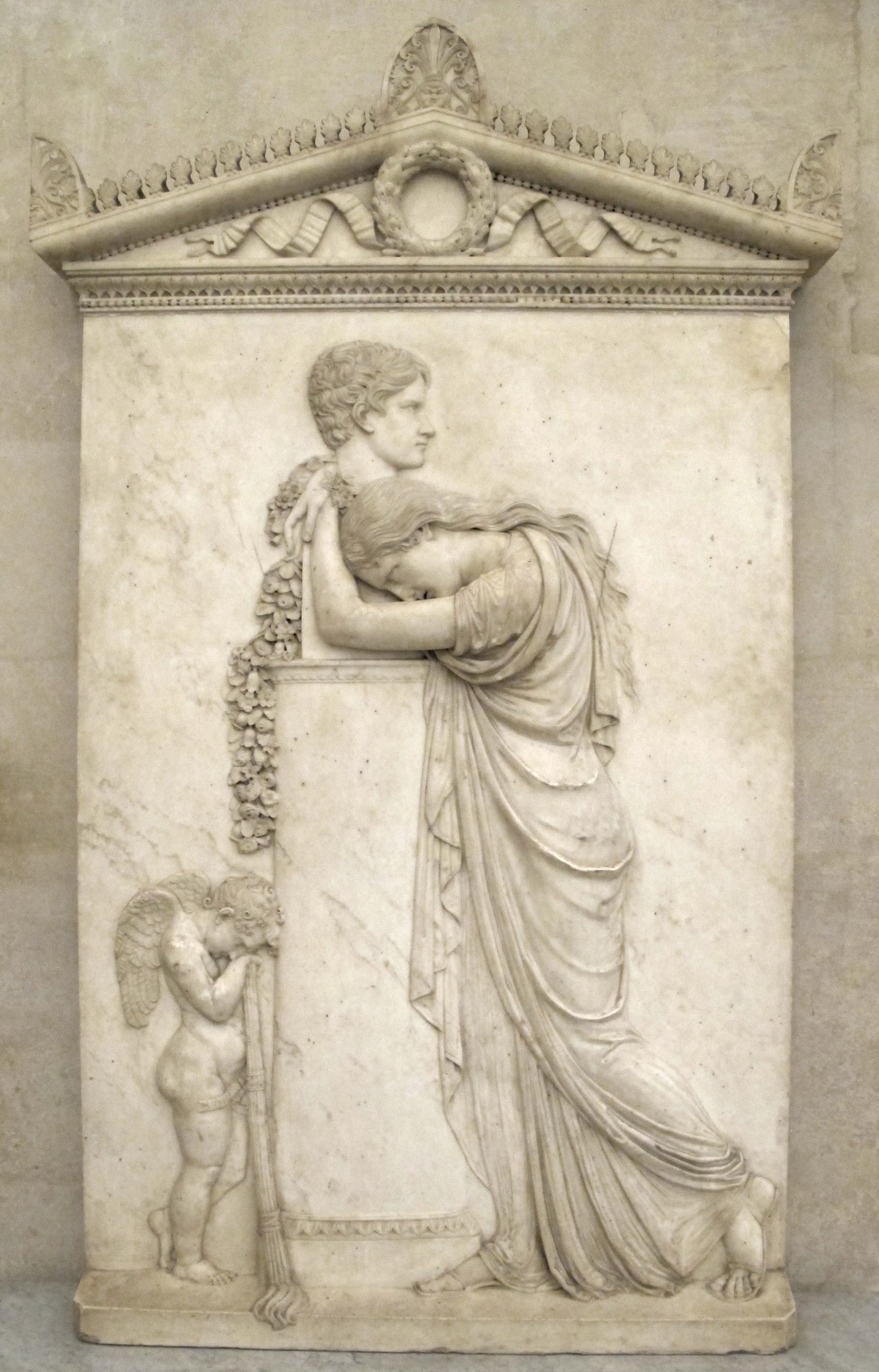
Stele funebre di Pietro Stecchini, Parigi, museo del Louvre.

Varie altre opere sono conservate in chiese e musei veneti, in particolare alle gallerie dell'Accademia di Venezia. Qualche opera è passata attraverso il mercato internazionale delle aste con quotazioni piuttosto alte. Interessante il caso della stele in gesso del monumento di Pietro Stecchini (il marmo è conservato al museo del Louvre): ispirata alla stele Mellerio del Canova, fu venduta da Sotheby's nel 2007 per 132000 dollari, ma aggiudicata da Christie's nel 2013 per 68500 dollari; un gesso pressoché identico, e per di più in migliore stato di conservazione, è stato venduto da Pandolfini nel 2014 per soli 6250 euro.